# Josef Steck
Josef Steck (* 17. September 1894; † 19. Mai 1969 in Ebersberg; Pseudonym: Josef Walter) war ein deutscher Lehrer und Schriftsteller.

## Leben
Josef Steck war Rektor an einer Münchner Schule. Daneben verfasste er Kinderbücher, zahlreiche Stücke für das Laien- und Puppentheater, Hörspiele und Schriften zur Verkehrserziehung. – Von Stecks während des Dritten Reiches erschienenen Werken standen nach 1945 insgesamt neun Titel auf der "Liste der auszusondernden Literatur" der Sowjetzone bzw. DDR.

## Werke
- Betrachtungen des Herrn Karl Kalauer über die Ehe, München 1925
- Frühling soll es werden, München 1925
- Die große Praxis, München 1925
- Der Patentbader, München 1925
- Die Unfolgsamen, München 1925
- Die Weihnachtskiste, München 1925
- Zur Schulentlassungsfeier, München 1925
- Der falsche Zahn, München 1926
- Der Glaser, München 1926
- Goldchen, München 1926
- Der Reklamebäckerstift, München 1926
- Was werde ich?, München 1926
- Zwerg Nase, München 1926
- Bummel und Süffel als Wahrsager, München 1927
- Der Geiger von Gmünd, München 1927
- Kaschuve, München 1927
- 's Lieserl, München 1927
- Prinz Heini, München 1927
- Die Schattenbühne, München 1927
- Die stumme Bäuerin, München 1927
- Das tapfere Schneiderlein, München 1927
- Die taube Anna, München 1927
- Was Fritzchen am Weihnachtsabend erlebte, München 1927
- Weihnacht, München 1927
- Anleitung zur Herstellung von Blumen- und Tierkleidern, München 1928
- Die Bekehrung der Hausfrau, München 1928
- Kinderspielzeug, München 1928
- Die kurierten Taugenichtse, München 1928
- Das Medium, München 1928
- Die Reise ins Schelmenland, München 1928
- Der Streit der Handwerker, München 1928
- Zwei Schwerhörige, München 1928
- Doktor Hilfgern, München 1929
- Hänschen im Himmel, München 1929
- Schütteln wir die Birn!, München 1929
- Die Schulhaus-Uhr, München 1929
- Die Wunderflöte, München 1929
- Frauenlist und Männerschlauheit, München 1930
- Das Lied der Mutter, München 1930
- Die lustigen Scherenschleifer. Reiter, liebes Reiterlein, München 1930
- Das Mädchen mit den Zündhölzern, München 1930
- Die ratlosen Lehrlinge, München 1930
- Der Zahnarzt, München 1930
- Fasching bei der Tante, München 1931
- Fliegenpilz hat Geburtstag, München 1931
- Das Osterei, München 1931
- Die Rache der Wiesenzwerge, München 1931
- Der Streit der Handwerker, München 1931
- Unter dem Lindenbaum, München 1931
- Was bringt das Christkind?, München 1931
- Der Zauberer, München 1931
- Zum Muttertag, München 1931
- Ausblick, München 1932
- Der Bub mit dem Windrädchen, München 1932
- Das Licht vom Himmel, München 1932
- Die Reise ins Gesundheitsland, München 1933
- Der neue Weg, München 1934
- Spielzeugwerkstätte im Himmel, München 1934
- Ei, heut kommt Sankt Nikolaus!, München 1935
- Die Erde, München 1936
- Die Geschichte vom kleinen Zirps, München 1936 (zusammen mit Hermann Blömer)
- Das Licht, München 1936
- Doktor Quak, Nürnberg 1937
- Euch ruft die Trommel!, München 1937
- Ein "fettes" Spiel, München 1937
- Fritz wünscht sich ein Schwesterlein, München 1937 (zusammen mit Maria Herrmann)
- Kasperls erster Schultag, München 1937
- Wir danken!, München 1937
- Der Zauberer Chemiekulus, München 1937
- Das Buch vom Christkind, München 1938
- Laßt uns dem Volke dienen, München 1938
- Die ratlosen Lehrlinge, München 1938
- Der Wurzelsepp, Nürnberg 1938
- Alles kann mein Mütterlein!, München 1939
- Deutsche Kinder in Volkstracht, München 1939 (zusammen mit Hanna Helwig-Goerke)
- Das Ganshaxerl, München 1939
- Kasperl geht in die Schule, Nürnberg 1940
- Zum Muttertag, München 1941
- Übermut tut selten gut, Nürnberg 1946 (zusammen mit Ilse Wende-Lungershausen)
- Von allerlei Handwerk, Nürnberg 1946 (zusammen mit Ernst Kozics)
- Goldchen, München 1948
- Das fröhliche Jahr, Nürnberg 1948 (zusammen mit Erika Halter)
- Regentröpfchen, Nürnberg 1948 (zusammen mit Hanne Umrain-Fischer)
- Die alte Wäscherin, München 1949
- Der Vetter und 's Bäsle, München 1949
- Einzug ins Häuslein. Kuchen backen, München 1950
- Paß auf!, München 1950
- Weihnacht, München 1950
- Kasperl. Hex und Teufel, München 1951
- Kasperle ist wieder da, München 1951
- Notpeterle und das Zauberrädchen, Nürnberg 1952
- Das Spiel vom Stücklein Brot, München 1952
- Einrichtung eines Verkehrszimmers für die Verkehrserziehung in den Schulen, Bonn 1953
- Kasperl kämpft gegen den Tod, München 1953
- Das Spiel vom Stücklein Brot, München 1953
- Der kleine Heinz hat viel zu tun, München 1956
- Das Feuermännchen, Nürnberg 1958 (zusammen mit Ilse Wende-Lungershausen)
- Das Was und Wie im grundlegenden Verkehrsunterricht, München 1960
- Kasperl am Karolersee, Eßlingen 1963 (zusammen mit Hedda Obermaier-Wenz)
- Verkehrsunterricht auf der Volksschuloberstufe, Donauwörth 1965
- Auch von den Tieren kann man lernen, München 1968 (zusammen mit Traudl Mayr)
- Aufgepaßt!, München 1968
- Kinder im Verkehr, München 1968 (zusammen mit Elsa Schnell-Dittmann)
- Das Was und Wie im grundlegenden Verkehrsunterricht, München 1968

| Personendaten    | Personendaten                       |
| ---------------- | ----------------------------------- |
| NAME             | Steck, Josef                        |
| ALTERNATIVNAMEN  | Walter, Josef (Pseudonym)           |
| KURZBESCHREIBUNG | deutscher Lehrer und Schriftsteller |
| GEBURTSDATUM     | 17. September 1894                  |
| STERBEDATUM      | 19. Mai 1969                        |
| STERBEORT        | Ebersberg                           |